# アキュラ・EL
EL（イーエル）は、本田技研工業がかつて生産し、アキュラブランドで販売していたセダン型の小型乗用車である。

## 概要
アキュラ・インテグラの後継車としてカナダのみで販売され、同国のアキュラブランドとして最も売れたモデルである。カナダオンタリオ州にあるアリストン工場で生産されていた。
なお米国では引き続きインテグラが販売された。

## 歴史

### 初代1.6 EL（1996-2001年）
シビックよりもスポーティーで高級な仕様として1996年に導入。
日本ではドマーニ及び、OEMでいすゞ・ジェミニとして販売されたが、前後ウィンカーの色や、前期モデルのフロントグリル形状の関係から、ジェミニにより近い外観である。
また、後期モデルは日本仕様とは異なる意匠のインパネを装着している。

### 2代目1.7 EL（2001-2006年　ES3型）
3代目シビックフェリオをベースに前後デザインを変更し、若干強力な1.7Lの直列4気筒SOHC VTECエンジンを搭載。革張りの内装を採用するなど、差別化が図られている。
2005年モデルを最後に2006年モデルからは8代目シビックをベースとするアキュラ・CSXに置き換えられた。ELと同じくCSXはカナダのみで販売される。